# Macaca sylvana
Macaca sylvana là một loài thú trong họ Cercopithecidae. Loài này được Linnaeus miêu tả khoa học đầu tiên năm 1758.
Đây là loài gây hại của cây Cedrus atlantica, phát triển phổ biến ở Maroc.